# Michael Williams (attore)
Michael Leonard Williams (Liverpool, 9 luglio 1935 – Hampstead, 11 gennaio 2001) è stato un attore britannico.

## Biografia
Nato a Liverpool da famiglia cattolica, frequentò il St. Edward's College.
Nel 1971 sposò l'attrice Judi Dench, conosciuta durante la rappresentazione de La duchessa di Amalfi. I due ebbero una figlia, Tara Cressida Frances "Finty" Williams, anche lei attrice. Nonostante lui fosse cattolico e lei quacchera, fu una delle coppie più felici dello show-business. I due lavorarono più volte assieme.
Poco prima della morte, avvenuta a causa di un tumore ai polmoni, era stato nominato da Giovanni Paolo II cavaliere dell'Ordine di San Gregorio Magno, per il suo contributo al cattolicesimo in Gran Bretagna.

## Carriera
Cominciò a recitare nel 1962, affermandosi sia in teatro, che al cinema, che in televisione. Nel 1963 entrò a far parte della Royal Shakespeare Company, dove conobbe la futura moglie Judi Dench, e dove rimase per 14 anni. Qui lavorò assieme a Peter Brook, John Barton, Trevor Nunn, Terry Hands, Ben Kingsley e Helen Mirren.
Grande successo ebbe, al fianco della moglie, grazie alla serie TV A Fine Romance. Tra i film da lui interpretati per il grande schermo si ricordano Rita, Rita, Rita (1983), Enrico V (1989), Un tè con Mussolini (1990).

## Filmografia parziale
- Marat/Sade, regia di Peter Brook (1967)
- Eagle in a Cage, regia di Fielder Cook (1971)
- Il fantino deve morire (Dead Cert), regia di Tony Richardson (1974)
- Enigma - Il codice dell'assassino (Enigma), regia di Jeannot Szwarc (1982)
- Rita, Rita, Rita (Educating Rita), regia di Lewis Gilbert (1983)
- Enrico V (Henry V), regia di Kenneth Branagh (1989)
- Un tè con Mussolini (Tea with Mussolini), regia di Franco Zeffirelli (1999)